# Steve Irwin
Steve Irwin, s polnim imenom Stephen Robert Irwin (znan tudi kot Lovec na krokodile), avstralski zoolog, naravoslovec in televizijski voditelj, * 22. februar 1962, Melbourne, † 4. september 2006, Cairns.
Steve Irwin je bil svetovno znan kot voditelj serije dokumentarnih televizijskih oddaj Lovec na krokodile (v izvirniku The Crocodile Hunter), sicer pa je vodil Avstralski živalski vrt (Australia ZOO) v Queenslandu, ki je na račun uspeha dokumentarne serije postal priljubljena turistična atrakcija.
Umrl je pri starosti 44 let med potapljanjem na Velikem koralnem grebenu, ko ga je v prsni koš pičil skat.